# Jean Hurtado
 (juillet 2018).
Si vous disposez d'ouvrages ou d'articles de référence ou si vous connaissez des sites web de qualité traitant du thème abordé ici, merci de compléter l'article en donnant les références utiles à sa vérifiabilité et en les liant à la section « Notes et références ».
Né le 30 novembre 1933 à Barcelone, Jean Hurtado est un réalisateur de films d'animation français.

## Biographie
Né à Barcelone en 1933, le petit Jean Hurtado suit ses parents à Genève où son père diplomate représente la République espagnole à la Société des Nations . Quelques années plus tard, fuyant le régime de Franco, les Hurtado se réfugient en France où la guerre ne tarde pas à les rattraper. Devenu adulte, Hurtado mènera une double vie professionnelle, comme ingénieur des ponts et chaussées d'un côté et, parallèlement, sur le plan artistique, comme dessinateur, réalisateur de films d'animation et écrivain.

## Filmographie
Courts-métrages
- 1961 : 14 juillet - Drame bourgeois
- 1962 : Dante n'avait rien vu
- 1962 : Sirène
- 1963 : Captain Cap/chiens anticyclistes
- 1964 : Kangoucycle

Long-métrage
- 1983 : Les Boulugres

## Publications
- 2003 : Le Vrai Barbe Bleue (roman)
- 2006 : La Vraie Vie d'Épicure (essai)
- 2006 : Zénon, le philosophe aux origines du stoïcisme (essai)